# جائزة وولف في الزراعة
جائزة وولف في الزراعة هي جائزة تُمنح مرة واحدة في السنة من قَِبل مؤسسة وولف في إسرائيل. تُعتبر الجازة واحدة من ست جوائز وولف التي تمنحها المؤسسة منذ عام 1978؛ والبعض الآخر في الكيمياء والرياضيات والطب والفيزياء والفنون. تعتبر الجائزة في بعض الأحيان موازية لـ«جائزة نوبل في الزراعة»، على الرغم من أن الوصف نفسه مُنح أيضًا لجائزة الغذاء العالمية.

## الحائزون على الجائزة[3]
| السنة  | الاسم                                 | الجنسية                                               | التكريم |
| ------ | ------------------------------------- | ----------------------------------------------------- | --- |
| 1978   | جورج ف. سبراج                         | الولايات المتحدة                                      | لأبحاثه البارزة حول التحسين الوراثي للذرة من أجل رفاهية الإنسان. |
| 1978   | جون تشارلز ووكر                       | الولايات المتحدة                                      | لأبحاثه في أمراض النبات، وتطوير أنواع مقاومة للأمراض من النباتات الغذائية الرئيسية. |
| 1979   | جاي لورانس لوش                        | الولايات المتحدة                                      | لمساهماته البارزة والرائدة في تطبيق علم الوراثة على تحسين الثروة الحيوانية. |
| 1979   | كينيث بلاكستر                         | المملكة المتحدة                                       | لمساهماته الأساسية في علم وممارسة التغذية المجترة والإنتاج الحيواني. |
| 1980   | كارل ماراموروسش                       | الولايات المتحدة                                      | للدراسات الرائدة والواسعة النطاق على التفاعلات بين الحشرات وعوامل المرض في النباتات. |
| 1981   | جون المكويست                          | الولايات المتحدة                                      | لمساهماته الكبيرة في تطبيق التلقيح الاصطناعي لتحسين الثروة الحيوانية. |
| 1981   | هنري لارد                             | الولايات المتحدة                                      | لأبحاثه الرائدة في مجال تخزين وحفظ الحيوانات المنوية، وبالتالي تمكين التلقيح الاصطناعي لتصبح ممارسة عالمية. |
| 1981   | جلين دبليو ساليسبري                   | الولايات المتحدة                                      | لإنجازاته البارزة في البحوث الأساسية والتطبيقية على التلقيح الاصطناعي. |
| 1982   | ويندل ل. رويلوفس                      | الولايات المتحدة                                      | لأبحاثه الكيميائية والبيولوجية الأساسية على الفيرومونات واستخدامها العملي في مكافحة الحشرات. |
| 1983/4 | دون كيرخام كورنيليس دي ويت            | الولايات المتحدة · هولندا                             | لمساهماتها المبتكرة في الفهم الكمي لمياه التربة والتفاعلات البيئية الأخرى التي تؤثر على نمو المحصول وإنتاجه. |
| 1984/5 | روبرت هـ. بوريس                       | الولايات المتحدة                                      | لأبحاثه الأساسية الرائدة بشأن آليات تثبيت النيتروجين البيولوجي وتطبيقه في إنتاج المحاصيل. |
| 1986   | رالف رايلي ارنست سيرز                 | المملكة المتحدة · الولايات المتحدة                    | لأبحاثهم الأساسية في علم الوراثة الخلوية للقمح، وتوفير أساس للتحسين الوراثي للحبوب. |
| 1987   | ثيودور دينر                           | الولايات المتحدة                                      | لاكتشافه وبحثه الرائد في أبحاث الفيروسات الحيوية وعمله المُطبق على اكتشاف الفيروسات في المحاصيل. |
| 1988   | تشارلز تيبولت إرنست جون كريستوفر بولج | فرنسا · المملكة المتحدة                               | لعمله الرائد في علم وظائف الأعضاء التناسلية بما في ذلك الحفاظ على الخلايا وعمليات التخصيب وبيولوجية البيض والتلاعب في الأجنة لتحسين الحيوانات الأليفة.                                                                 |
| 1989   | بيتر بيجس مايكل اليوت                 | المملكة المتحدة · المملكة المتحدة                     | للمساهمات المتميزة في العلوم الأساسية وترجمتها الناجحة إلى الممارسة في مجالات الصحة الحيوانية وحماية المحاصيل. |
| 1990   | جف شيل                                | بلجيكا                                                | لعمله الرائد في التحول الوراثي للنباتات، وبالتالي فتح آفاق جديدة في العلوم النباتية الأساسية والتربية. |
| 1991   | شانغ فا يانغ                          | تايوان / الولايات المتحدة                             | لمساهماته الرائعة لفهم آلية التخليق الحيوي، وطريقة عمله وتطبيقاته في هرمون النبات، الايثيلين. |
| 1992   | لم تُمنح الجائزة                       |                                                       | |
| 1993   | جون إي. كاسيدا                        | الولايات المتحدة                                      | لدراساته الرائدة في طريقة عمل المبيدات الحشرية، وتصميم مبيدات للآفات أكثر أماناً ومساهماته لفهم وظيفة العصب والعضلات في الحشرات.                                                                                        |
| 1994/5 | كارل هوفاكر بيري اديكسون              | الولايات المتحدة · الولايات المتحدة                   | لمساهماتهم في تطوير وتنفيذ نظم المكافحة المتكاملة للآفات المتكاملة بيئيًا لحماية المحاصيل الزراعية. |
| 1995/6 | موريس شنيتزر فرانك ج. ستيفنسون        | كندا · الولايات المتحدة                               | لمساهماتهم الرائدة في فهمنا لكيمياء المواد العضوية في التربة وتطبيقها في مجال الزراعة. |
| 1996/7 | نيل ل                                 | الولايات المتحدة                                      | لأبحاثه الرائدة في البيولوجيا الإنجابية للثروة الحيوانية. |
| 1998   | ايلان شيت بالدور ر. ستيفانسون         | إسرائيل · كندا                                        | لمساهماتهما في التنمية المأمونة بيئيًا للزراعة العالمية من خلال النهج المبتكرة في التربية والسيطرة الحيوية. |
| 1999   | لم تُمنح الجائزة                       |                                                       | |
| 2000   | جورديف خوش                            | الهند                                                 | لمساهمته غير العادية في البحوث النظرية في علم الوراثة النباتية، والتطور والزراعة وخاصةً زراعة الأرز، فيما يتعلق بإنتاج الغذاء والتخفيف من الجوع.                                                                        |
| 2001   | روجر بيتشي جيمس إي ووماك              | الولايات المتحدة · الولايات المتحدة                   | لاستخدام تكنولوجيا الحمض النووي المؤتلف، لإحداث ثورة في العلوم النباتية والحيوانية، مما يمهد الطريق لتطبيقات الحقول المجاورة.                                                                                          |
| 2002/3 | مايكل روبرتس فولر بازر                | المملكة المتحدة / الولايات المتحدة · الولايات المتحدة | لاكتشافهما الإنترفيرون تاو وغيرها من البروتينات المرتبطة بالحمل، والتي أوضحت الغموض البيولوجي للإشارات بين الجنين والأم للحفاظ على الحمل، مع تأثيرات عميقة على كفاءة نظم الإنتاج الحيواني، وكذلك صحة الإنسان ورفاهيته. |
| 2004   | يوان لونغ بينغ ستيفن دي تانزلي        | الصين · الولايات المتحدة                              | لتطوير سلالات مبتكرة من الأرز الهجين واكتشاف الأساس الجيني لزيادة إنتاج هذا النوع الهام من الغذاء الرئيسي. |
| 2005   | لم تُمنح الجائزة                       |                                                       | |
| 2006/7 | رونالد ل. فيليبس ميشيل أ. ج. جورج     | الولايات المتحدة · بلجيكا                             | للاكتشافات الرائدة في علم الوراثة والجينوميات، ووضع الأسس للتحسينات في تربية المحاصيل وتربية الماشية، وإثارة التقدم المهم في العلوم النباتية والحيوانية.                                                               |
| 2008   | جون بيكيت جيمس توملينسون جو لويس      | المملكة المتحدة · الولايات المتحدة · الولايات المتحدة | لاكتشافاتهما الملحوظة للآليات التي تحكم تفاعلات النباتات والحشرات والنباتات. وقد عززت مساهماتهم العلمية في علم البيئة الكيميائي تطوير الإدارة المتكاملة للآفات والاستدامة الزراعية بشكل كبير.                          |
| 2009   | لم تُمنح الجائزة                       |                                                       | |
| 2010   | ديفيد بولكومب                         | المملكة المتحدة                                       | من أجل اكتشافه الرائد للتنظيم الجيني بواسطة جزيئات RNA المثبطة الصغيرة في النباتات، والتي تعتبر ذات أهمية عميقة ليس فقط للزراعة، ولكن أيضًا لعلم الأحياء ككل، بما في ذلك مجال الطب.                                     |
| 2011   | هاريس لوين                            | الولايات المتحدة                                      | لاكتشافاته الهامة للغاية، والتي تسهم في الجوانب الأساسية والعملية للزراعة الحيوانية. |
| 2011   | جيمس كوك                              | الولايات المتحدة                                      | للاكتشافات المنوية في أمراض النبات والميكروبيولوجيا في التربة التي تؤثر على إنتاجية المحاصيل وإدارة الأمراض. |
| 2012   | لم تُمنح الجائزة                       |                                                       | |
| 2013   | يواكيم ميسينغ                         | ألمانيا / الولايات المتحدة                            | للابتكارات في استنساخ الحمض النووي المؤتلف، الذي أحدث ثورة في الزراعة، ومن أجل فك رموز الشفرات الوراثية لنباتات المحاصيل.                                                                                              |
| 2013   | جارد دايموند                          | الولايات المتحدة                                      | لنظرياته الرائدة في تهجين المحصول، وظهور الزراعة وتأثيراتها على تنمية المجتمعات البشرية وزوالها، وتأثيرها على بيئة البيئة.                                                                                             |
| 2014   | خورخي دوبكوفسكي ليف أندرسون           | الولايات المتحدة · السويد                             | للمساهمة في اختراق النباتات والحيوانات، من خلال استخدام التقنيات الجينومية المتطورة. |
| 2015   | ليندا ج. سيف                          | الولايات المتحدة                                      | لاكتشافاتها لفيروسات معوية وتنفسية جديدة لحيوانات الطعام والبشر والتي أدت إلى إسهاماتها الواسعة في المعرفة الأساسية للمحور المناعي لأمراض الأمعاء في الثدييات، وقدمت طرقًا جديدة لتصميم اللقاحات واستراتيجيات التطعيم.  |
| 2016   | ترودي ماكاي                           | الولايات المتحدة                                      | لعملها في علم الوراثة الكمي، والذي يدرس التفاعل بين الجينات والصفات والآثار البيئية. |
| 2017   | لم تُمنح الجائزة                       |                                                       | |
| 2018   | جين إي روبنسون                        | الولايات المتحدة                                      | لقيادة ثورة الجينوم في بيولوجيا الكائنات الحية والسكان من نحل العسل. |
| 2019   | ديفيد زيلبرمان                        | الولايات المتحدة                                      | لإدماج السمات البيوفيزيائية لنظم الاقتصاد الزراعي لتطوير النماذج الاقتصادية وأطر اتخاذ القرارات الاقتصادية للإجابة على الأسئلة الأساسية المتعلقة بالسياسة الاقتصادية الزراعية في العديد من المجالات المهمة.            |
| 2020   | كارولين دين                           | المملكة المتحدة                                       | للاكتشافات الرائدة في مجال التحكم في وقت الإزهار والأساس اللاصق للارتباع. |
| 2021   | لم تمنح                               | لم تمنح                                               | |
| 2022   | باميلا رونالد                         | الولايات المتحدة                                      | لريادة العمل في مقاومة الأمراض وتحمل الإجهاد البيئي في الأرز. |
| 2023   | مارتينوس ثيودور فان جنوشتن            | البرازيل                                              | لعمله الرائد في فهم تدفق المياه والتنبؤ بنقل الملوثات في التربة. |

## روابط خارجية
- "Jerusalempost Israel-Wolf-Prizes 2013". مؤرشف من الأصل في 2013-05-25.
- "Jerusalempost Israel-Wolf-Prizes 2014". مؤرشف من الأصل في 2019-09-04.
- Wolf Prizes 2015
- Wolf Prizes 2016
- Wolf Prizes 2018